# Fabian Vogler
Fabian Vogler (* 18. Mai 1977 in Hamburg, Deutschland) ist ein deutscher Künstler.

## Tätigkeit
Fabian Vogler arbeitet seit 2006 als freischaffender bildender Künstler mit dem Schwerpunkt Plastiken/Skulpturen/Reliefs. Zentrales Motiv seiner Arbeiten sind zeitgemäße Menschenbilder (Superformen), deren Formen durch historische, auch durch vorgeschichtliche und außereuropäische Bilder des Menschen geprägt sind. Die Motive seiner Bronzereliefs sind durch die norddeutsche Landschaft beeinflusst.
Der 1977 gebürtige Hamburger erwarb nach abgeschlossener Holzbildhauerlehre an der Berufsfachschule Holzbildhauerei Flensburg und Kunststudium an der Universität für angewandte Kunst Wien von 2002 bis 2006 die Prägungen für seine bildhauerische Entwicklung. Die Wiener Schule (u. a. Gerda Fassel), aber auch die Hamburger und Münchener, haben seiner künstlerischen Laufbahn Impulse gegeben. Nach seinem Master of Fine Arts bei Grenville Davey an der University of East London im Jahr 2007 ging er als freier Künstler zurück in den deutschen Norden, wo er heute in einer umgebauten Schule seine zentrale Wirkstätte hat. Vogler unternimmt regelmäßig Reisen in Europa und führt Symposien und Workshops mit geografischem Schwerpunkt Deutschland, Dänemark, Spanien und England durch. Als Artist in Residence arbeitet er in vielen Städten Europas.
Voglers bildhauerische Arbeit ist beeinflusst vom (prä-)historischen Menschenbild wie auch von aktuellen gesellschaftlichen Themen, die unser Menschenbild in der heutigen Gesellschaft prägen. Die Geschlechtlichkeit des Menschen als sein zentrales Merkmal ist fundamental für die bildende Kunst. Heute sind das Geschlecht des Menschen und seine Variationen öffentlich diskutierte Themen, die wiederum Einfluss auf Voglers künstlerische Arbeit nehmen. Sein Werk ist dadurch breiter und interdisziplinär geworden: Kooperationen mit anderen Kunstdisziplinen haben zu Buchbeiträgen sowie Filmkooperationen geführt, die öffentlich bekannt geworden sind.

## Kunst im öffentlichen Raum
- 2009 Aufstellung der „Johann Heinrich von Thünen Büste“ beim J.-H. von Johann Heinrich von Thünen-Institut, Braunschweig und dem Herrenhaus Tellow
- 2016 Aufstellung der „Regentrude von Breklum“, Breklum
- 2017 Gestaltung des Preises für das Engagement gegen Diskriminierung von der Antidiskriminierungsstelle des Bundes
- 2018 Aufstellung der Bronze „Taube von Bargum“, Bargum[1]
- 2019 Aufstellung der Bronze „Elise Averdieck“, Bethesda Krankenhaus, Hamburg

## Ausstellungen
- 2016 Richard Haizmann Museum, Niebüll[2]
- 2017 Gran Sala University of Barcelona Facultat Bellas Artes, Barcelona (Einzelausstellung)
- 2017 Landesmuseum Schloss Gottorf (Ausstellung zum Preis der SH-Wirtschaft), Schleswig
- 2018 Design Museum Barcelona
- 2019 Kunsthal vARTe, Varde (Dänemark) (Einzelausstellung: Ultrasculptures)[3]
- 2020 Schloss Reinbek (Identitäten - Unter der *die Haut*)[4]

## Preise
- 2005 Theodor Körner Preis
- 2017 Kunstpreis der Schleswig-Holsteinischen Wirtschaft
- 2017 Grand Prix des Transmission Film Festival (Kassel, Karlsruhe und Warschau) für „Limbo Weeks“
- 2018 Festival Winner (Category Berlin Originals) mit der Videokünstlerin Bianca Kennedy beim Berlin Experimentalfilm Festival

## Film
- Fabian Vogler in der Reihe „Kulturlandschaften“ (3SAT, Erstausstrahlung am 25. August 2016)